# Сергий Шапков
Сергий е български духовник, ректор на Пловдивската и Софийската духовна семинария.

## Биография
Роден е на 17 ноември 1949 година в неврокопското село Делчево, със светското име Живко Николов Шапков.
В 1969 година завършва Софийската духовна семинария, разположена тогава на гара Черепиш, а в 1973 – Духовната академия „Свети Климент Охридски“. От 1975 до 1983 година преподава в Черепишката семинария. В 1983 година е ръкоположон за свещеник и до 2005 година е настоятел на църквата „Преображение Господне“ в София. По време на разкола в Българската православна църква подкрепя разколническия Алтернативен синод. След изземването на храмовете от ръцете на разколниците на 21 юли 2004 година свещеник Живко Шапков се покайва и е приет в клира на Софийската епархия.
В началото на 2005 година митрополит Галактион Старозагорски, негов съученик от Черепиш и също бивш разколник, го назначи за игумен на Шипченски манастир „Рождество Христово“ току-що върнатия на Българската патриаршия.
2 март 2005 година за вечерно богослужение митрополит Галактион Старозагорский освети храм-паметник на Шипка и подстригва Живко Шапков под името Сергий в чест на преподобния Сергий Радонежки. Името Сергий е избран, тъй като новият настоятел е смятан за последовател на труда на йеромонах Сергий (Чернов), последния игумен на Шипченския манастир. На 3 март 2005 там и по същия митрополит е възведен в архимандритско достойнство.
В Шипка игумен Сергий обновява манастирските сгради и съживява църковния живот в манастира.
На 1 декември 2005 година е назначен за ректор на Пловдивската духовна семинария „Св. св. Кирил и Методий“. На 1 юли 2009 година е назначен за ректор на Софийската духовна семинария „Свети Йоан Рилски“. Остава на този пост до 30 ноември 2010 година.